# Landgericht Oettingen
Das Landgericht Oettingen war ein von 1852 bis 1879 bestehendes bayerisches Landgericht älterer Ordnung mit Sitz in Oettingen im heutigen Landkreis Donau-Ries.

## Lage
Es grenzte im Süden an das Landgericht Wallerstein, im Norden an das Landgericht Wassertrüdingen und das Landgericht Dinkelsbühl, im Osten an das Landgericht Heidenheim und im Westen an Württemberg.

## Geschichte
Das Landgericht wurde 1852 gebildet und gehörte zum Regierungsbezirk Schwaben und Neuburg. Es setzte sich zusammen aus den Gemeinden des Stadt- und Herrschaftsgerichts Oettingen, der Gemeinde Seglohe des Herrschaftsgerichts Mönchsroth und der Gemeinde Belzheim des Landgerichts Nördlingen. 1852 war es 3,229 Quadratmeilen groß. Es gab 24 Gemeinden mit insgesamt 11823 Einwohnern mit 3206 Gebäuden. Die Gemeinden waren Auhausen, Belzheim, Dornstadt, Ehingen a. Ries, Erlbach, Fremdingen, Hainsfarth, Hausen, Herblingen, Heuberg, Hochaltingen, Lehmingen, Lochenbach, Megesheim, Munningen, Niederhofen, Nittingen, Oettingen i. Bay., Schopflohe, Schwörsheim, Seglohe, Utzwingen und Wechingen.
Ab 1862 war das Landgericht nur noch für die Gerichtsbarkeit zuständig. Die Verwaltung wurde vom Bezirksamt Nördlingen übernommen. Im selben Jahr kamen vom aufgelösten Landgericht Wallerstein die Gemeinden Dürrenzimmern, Fessenheim, Holzkirchen, Maihingen, Marktoffingen, Minderoffingen und Pfäfflingen hinzu und vom Landgericht Wemding die Gemeinden Amerbach und Laub.
Das Landgericht Oettingen umfasste nun 34 Gemeinden: Amerbach, Auhausen, Belzheim, Dornstadt, Dürrenzimmern, Ehingen a. Ries, Erlbach, Fessenheim, Fremdingen, Hainsfarth, Hausen, Herblingen, Heuberg, Hochaltingen, Holzkirchen, Laub, Lehmingen, Lochenbach, Maihingen, Marktoffingen, Megesheim, Minderoffingen, Munningen, Niederhofen, Nittingen, Oettingen i. Bay., Pfäfflingen, Schopflohe, Schwörsheim, Seglohe, Utzwingen und Wechingen.

## Struktur
| Gemeinde       | Ortsteile       | Herkunft                                |
| -------------- | --------------- | --------------------------------------- |
| Amerbach       | Amerbach        | Landgericht Wemding                     |
|                | Amerbacherkreut | Landgericht Wemding                     |
| Auhausen       | Auhausen        | Stadt- und Herrschaftsgericht Oettingen |
|                | Heuhof          | Stadt- und Herrschaftsgericht Oettingen |
|                | Pfeifhof        | Stadt- und Herrschaftsgericht Oettingen |
|                | Wachfeld        | Stadt- und Herrschaftsgericht Oettingen |
|                | Zirndorf        | Stadt- und Herrschaftsgericht Oettingen |
| Belzheim       | Belzheim        | Landgericht Nördlingen                  |
| Dornstadt      | Dornstadt       | Stadt- und Herrschaftsgericht Oettingen |
|                | Hirschbrunn     | Stadt- und Herrschaftsgericht Oettingen |
| Dürrenzimmern  | Dürrenzimmern   | Landgericht Wallerstein                 |
| Ehingen        | Ehingen         | Stadt- und Herrschaftsgericht Oettingen |
|                | Beutenmühle     | Stadt- und Herrschaftsgericht Oettingen |
|                | Schaffhausen    | Stadt- und Herrschaftsgericht Oettingen |
| Erlbach        | Erlbach         | Stadt- und Herrschaftsgericht Oettingen |
|                | Breitenlohe     | Stadt- und Herrschaftsgericht Oettingen |
| Fessenheim     | Fessenheim      | Landgericht Wallerstein                 |
|                | Muttenauhof     | Landgericht Wallerstein                 |
| Fremdingen     | Fremdingen      | Stadt- und Herrschaftsgericht Oettingen |
|                | Bühlingen       | Stadt- und Herrschaftsgericht Oettingen |
|                | Enslingen       | Stadt- und Herrschaftsgericht Oettingen |
|                | Grünhof         | Stadt- und Herrschaftsgericht Oettingen |
|                | Oppersberg      | Stadt- und Herrschaftsgericht Oettingen |
|                | Uttenstetten    | Stadt- und Herrschaftsgericht Oettingen |
| Hainsfarth     | Hainsfarth      | Stadt- und Herrschaftsgericht Oettingen |
|                | Aumühle         | Stadt- und Herrschaftsgericht Oettingen |
|                | Fürfällmühle    | Stadt- und Herrschaftsgericht Oettingen |
|                | Hefehof         | Stadt- und Herrschaftsgericht Oettingen |
|                | Wornfeld        | Stadt- und Herrschaftsgericht Oettingen |
| Hausen         | Hausen          | Stadt- und Herrschaftsgericht Oettingen |
| Herblingen     | Herblingen      | Stadt- und Herrschaftsgericht Oettingen |
|                | Nonnenbergmühle | Stadt- und Herrschaftsgericht Oettingen |
| Heuberg        | Heuberg         | Stadt- und Herrschaftsgericht Oettingen |
|                | Mörsbrunn       | Stadt- und Herrschaftsgericht Oettingen |
| Hochaltingen   | Hochaltingen    | Stadt- und Herrschaftsgericht Oettingen |
|                | Fallhaus        | Stadt- und Herrschaftsgericht Oettingen |
| Holzkirchen    | Holzkirchen     | Landgericht Wallerstein                 |
|                | Speckbrodi      | Landgericht Wallerstein                 |
| Laub           | Laub            | Landgericht Wemding                     |
|                | Eulenhof        | Landgericht Wemding                     |
| Lehmingen      | Lehmingen       | Stadt- und Herrschaftsgericht Oettingen |
| Lochenbach     | Lochenbach      | Stadt- und Herrschaftsgericht Oettingen |
|                | Leberhof        | Stadt- und Herrschaftsgericht Oettingen |
| Maihingen      | Maihingen       | Landgericht Wallerstein                 |
|                | Klostermühle    | Landgericht Wallerstein                 |
|                | Langenmühle     | Landgericht Wallerstein                 |
| Marktoffingen  | Marktoffingen   | Landgericht Wallerstein                 |
|                | Ramstein        | Landgericht Wallerstein                 |
|                | Wengenhausen    | Landgericht Wallerstein                 |
| Megesheim      | Megesheim       | Stadt- und Herrschaftsgericht Oettingen |
|                | Lerchenbühl     | Stadt- und Herrschaftsgericht Oettingen |
|                | Mäuskreut       | Stadt- und Herrschaftsgericht Oettingen |
|                | Unterappenberg  | Stadt- und Herrschaftsgericht Oettingen |
| Minderoffingen | Minderoffingen  | Landgericht Wallerstein                 |
|                | Schnabelhöfe    | Landgericht Wallerstein                 |
|                | Schnabelmühle   | Landgericht Wallerstein                 |
| Munningen      | Munningen       | Stadt- und Herrschaftsgericht Oettingen |
|                | Faulenmühle     | Stadt- und Herrschaftsgericht Oettingen |
|                | Ziegelmühle     | Stadt- und Herrschaftsgericht Oettingen |
| Niederhofen    | Niederhofen     | Stadt- und Herrschaftsgericht Oettingen |
|                | Lohe            | Stadt- und Herrschaftsgericht Oettingen |
| Nittingen      | Nittingen       | Stadt- und Herrschaftsgericht Oettingen |
|                | Bettendorf      | Stadt- und Herrschaftsgericht Oettingen |
|                | Seehof          | Stadt- und Herrschaftsgericht Oettingen |
| Oettingen      | Oettingen       | Stadt- und Herrschaftsgericht Oettingen |
|                | Fürfällmühle    | Stadt- und Herrschaftsgericht Oettingen |
|                | Siegenhofen     | Stadt- und Herrschaftsgericht Oettingen |
| Pfäfflingen    | Pfäfflingen     | Landgericht Wallerstein                 |
| Schopflohe     | Schopflohe      | Stadt- und Herrschaftsgericht Oettingen |
|                | Bosacker        | Stadt- und Herrschaftsgericht Oettingen |
| Schwörsheim    | Schwörsheim     | Stadt- und Herrschaftsgericht Oettingen |
|                | Haid            | Stadt- und Herrschaftsgericht Oettingen |
| Seglohe        | Seglohe         | Herrschaftsgericht Mönchsroth           |
|                | Eitersberg      | Herrschaftsgericht Mönchsroth           |
|                | Hochstadt       | Herrschaftsgericht Mönchsroth           |
| Utzwingen      | Utzwingen       | Stadt- und Herrschaftsgericht Oettingen |
|                | Lochmühle       | Stadt- und Herrschaftsgericht Oettingen |
| Wechingen      | Wechingen       | Stadt- und Herrschaftsgericht Oettingen |
|                | Pfladermühle    | Stadt- und Herrschaftsgericht Oettingen |
|                | Wolfsmühle      | Stadt- und Herrschaftsgericht Oettingen |